# Wedge Face
Wedge Face (von englisch wedge ‚Keil‘ und englisch face ‚Gesicht, Stirnseite‘) ist ein keilförmiger Gebirgskamm in der antarktischen Ross Dependency. In der Commonwealth Range des Königin-Maud-Gebirges erstreckt er sich vom Mount Patrick in die Ostflanke des Beardmore-Gletschers.
Wahrscheinlich war es die Südgruppe um den britischen Polarforscher Ernest Shackleton, die den Gebirgskamm im Dezember 1908 bei der Nimrod-Expedition (1907–1909) erstmals sichtete. Seinen deskriptiven Namen erhielt er im Zuge der Terra-Nova-Expedition (1910–1913) durch die Südpolmannschaft um den britischen Polarforscher Robert Falcon Scott.